# Zeitgeist (film)
Zeitgeist:The Movie (Spiritul vremurilor: filmul) este un film documentar independent realizat în anul 2007 de către Peter Joseph, lansat online, cu licență gratuită și pe DVD. El prezintă religiile monoteiste (creștinism, islamism, iudaism), atentatele din 11 septembrie 2001 și Rezerva Federală americană ca fiind instrumente de control social, sclavie prin îndatorare și dominație globală.

## Sinopsis

### Introducerea
Filmul începe cu vizualizări abstracte animate, cu un montaj de imagini, un desen animat și citate audio despre spiritualitate, urmat de videoclipuri despre război, explozii și despre atacurile din 11 septembrie. Apoi apare pe ecran titlul filmului. Introducerea filmului se termină cu un fragment din monologul comicului George Carlin despre religie, monolog însoțit de un desen animat. Restul filmului este împărțit în trei părți și este narat de Peter Joseph.

### Partea I: „The Christ Conspiracy: The Greatest Story Ever Sold - Conspirația Hristos: Cea mai mare poveste vândută vreodată”

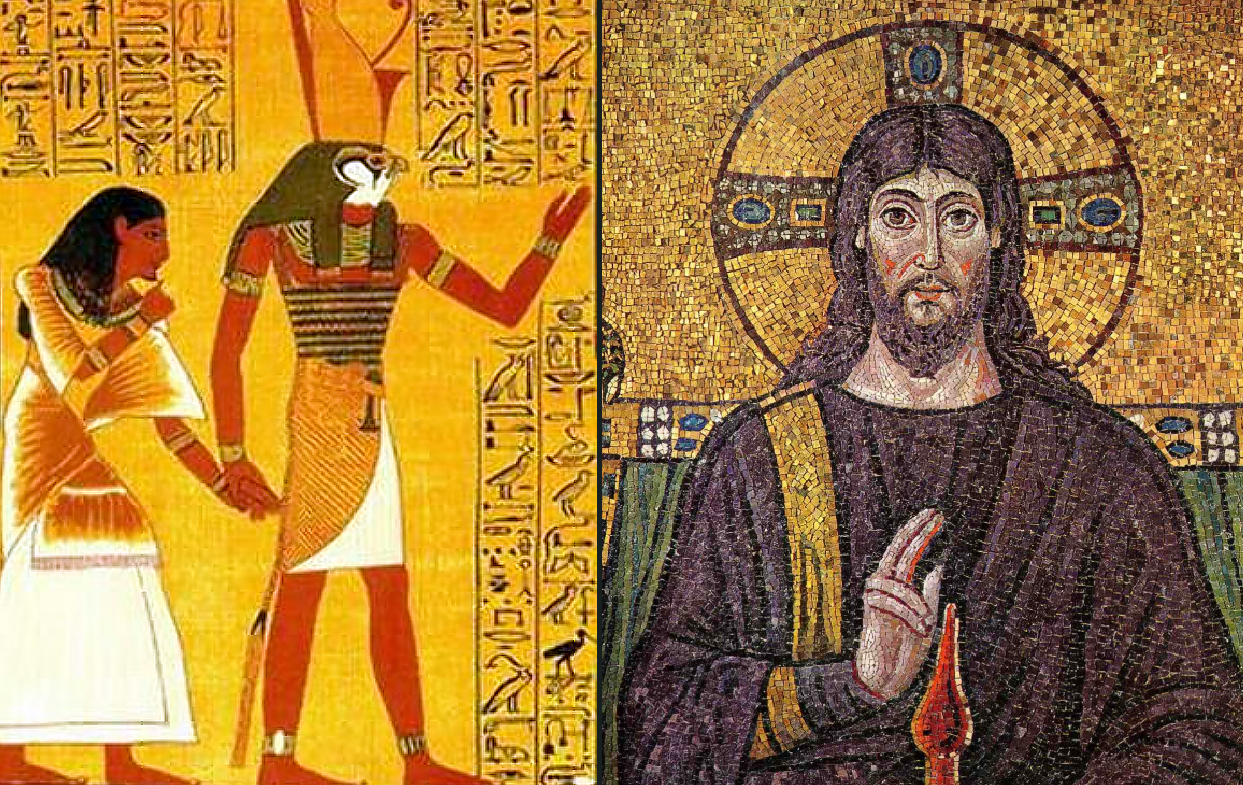
Horus (stânga) și Iisus (dreapta), ambii prezentați în film ca mesia solari

În partea I se afirmă că religiile sunt povești care ne-au fost date despre zei, argumentând că religia creștină este în mod specific derivată din alte religii, din fapte astronomice, mituri astrologice și din diferite tradiții. În sprijinul ipotezei mitului lui Iisus, în această parte se susține că Iisus cel istoric este un hibrid literar și astrologic, cultivat politic în ultimii două mii de ani. Scrierile autoarei Acharya S, (mai ales lucrarea The Christ Conspiracy: The Greatest Story Ever Sold; Conspirația Hristos: cea mai mare poveste vândută vreodată), au fost folosite din plin în această primă parte a filmului. Acharya S. a acționat în calitate de consultant numai pentru partea I a filmului.

### Partea a II-a: „All the world's a stage - Toată lumea este o scenă”

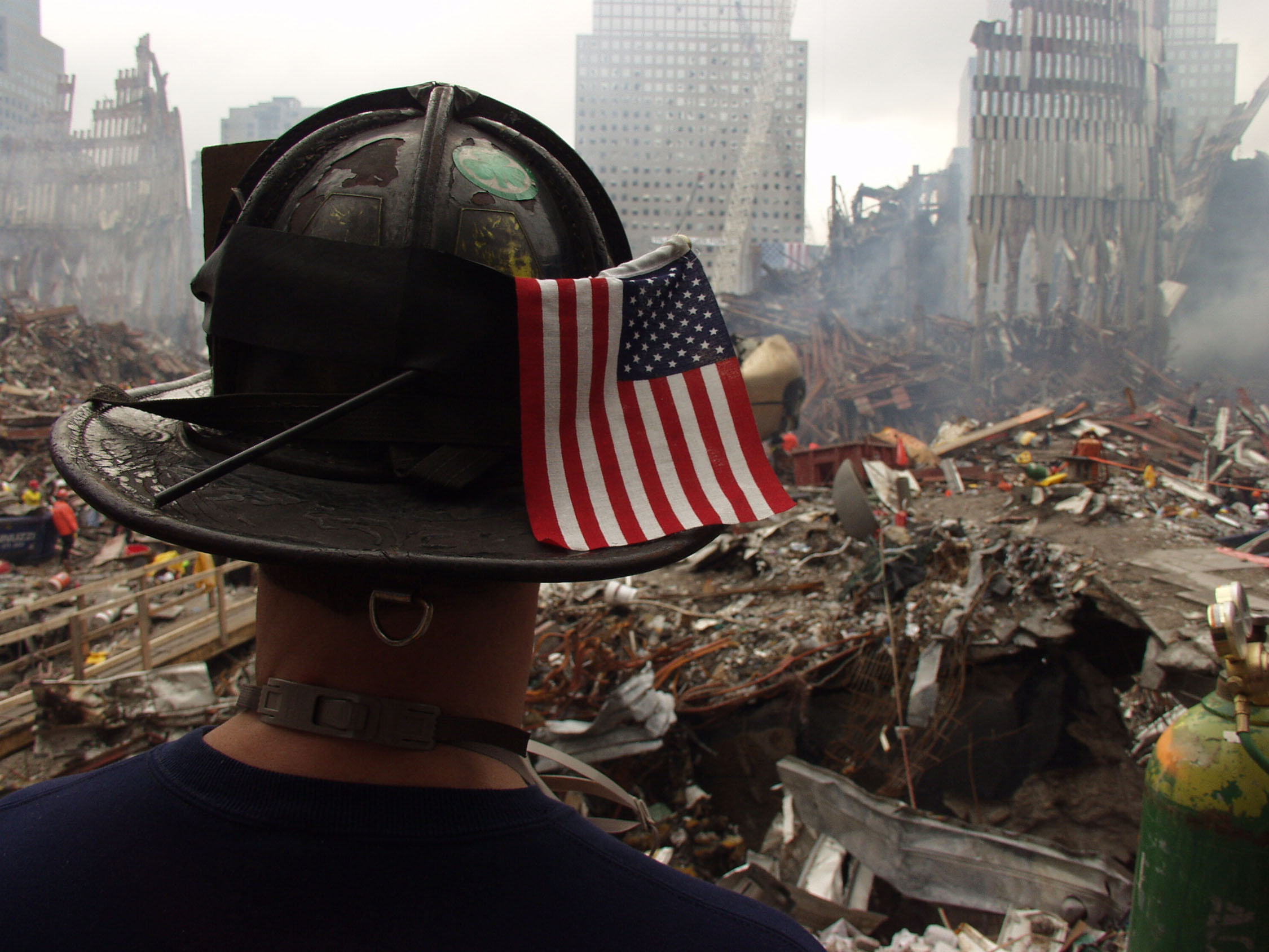
Atacurile din 11 septembrie - principalul subiect al părții a II-a.

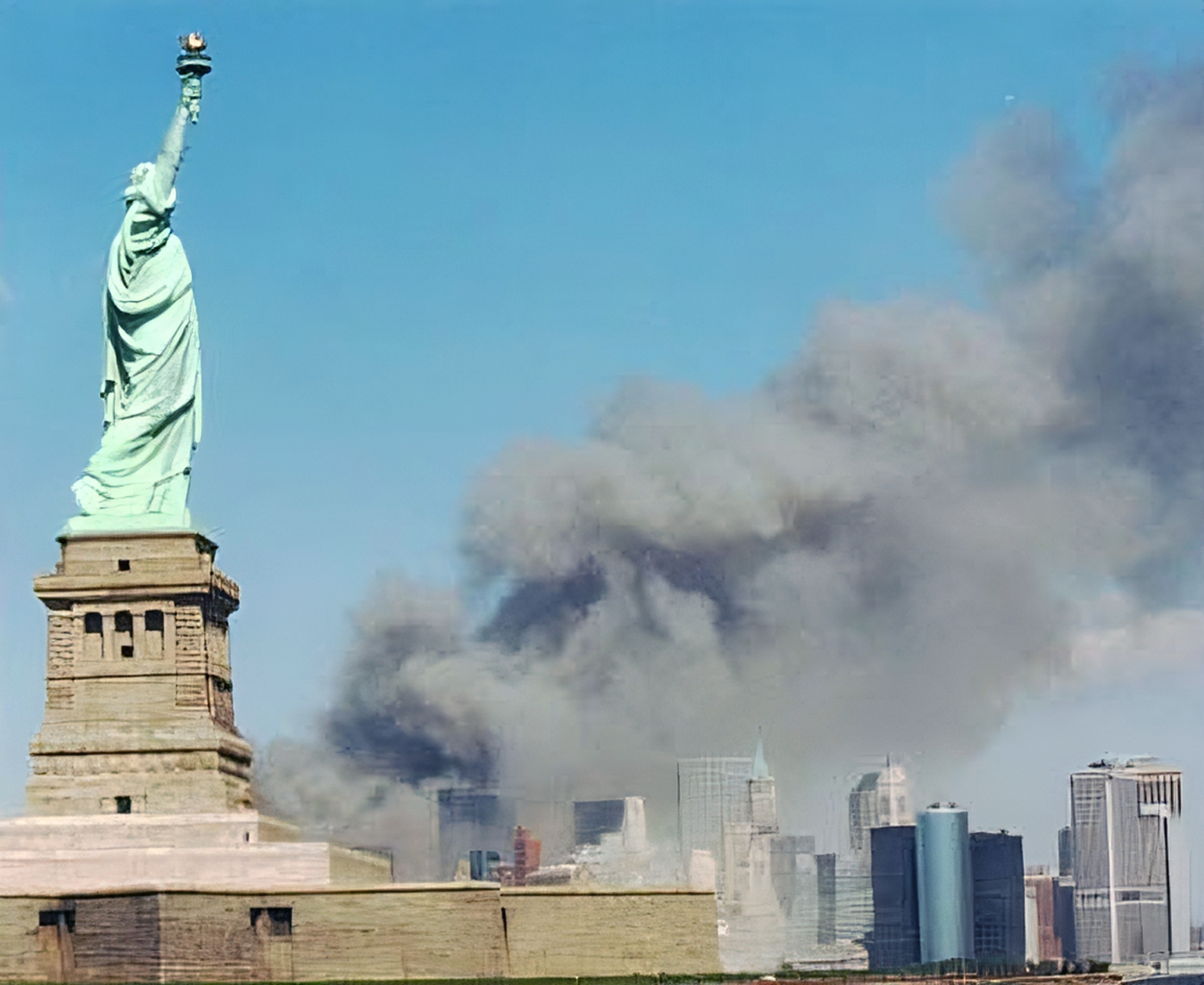
Atacurile din 11 septembrie.

Partea a II-a folosește un montaj de imagini despre teoria conspirației pentru a susține că atacurile din 11 septembrie au fost fie orchestrate sau permise să se întâmple de către elemente din cadrul guvernului Statelor Unite, în scopul de a genera frică în masă, să inițieze și să justifice războiul împotriva terorismului, ca să furnizeze un pretext pentru reducerea libertăților civile și să genereze câștiguri economice. În partea a II-a se pretinde faptul că guvernul SUA știa dinainte de atacuri, că răspunsul militar a fost în mod deliberat să se lase avioanele să-și atingă obiectivele lor, iar clădirile World Trade Center au suferit o demolare controlată.

### Partea a III-a: "Don't mind the man, behind the courtain - Nu lua în seamă omul din spatele cortinei”

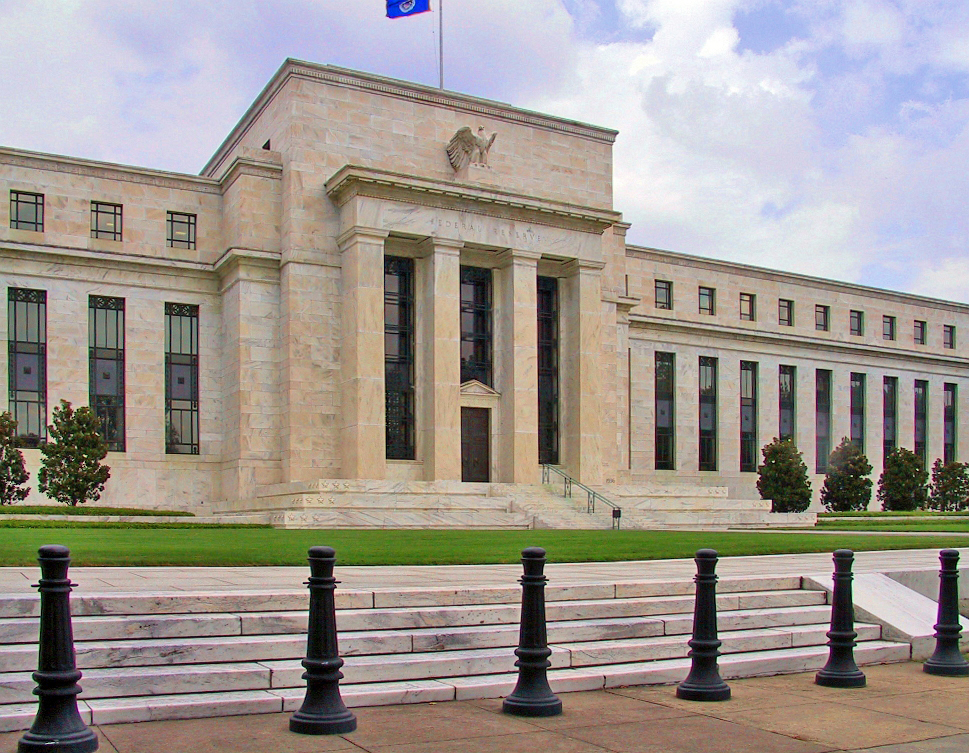
Despre taxa pe venit a guvernului Statelor Unite se pretinde în film că este ilegală şi neconstituţională

Partea a III-a susține că trei războaie ale Statelor Unite din secolul al XX-lea s-au purtat doar pentru câștigul economic a celor care sunt numiți în film drept bancherii internaționali. Filmul susține că anumite evenimente au fost proiectate ca motive pentru a intra în război, inclusiv scufundarea RMS Lusitania, atacul de la Pearl Harbor și incidentul din Golful Tonkin. 
Potrivit filmului, Statele Unite au fost forțate de către Federal Reserve Bank să se implice în aceste războaie, nu cu scopul de a câștiga ci pentru a susține desfășurarea conflictului, acest lucru forțând guvernul SUA să împrumute bani de la bancă, ceea ce ar fi dus la creșterea profiturilor bancherilor internaționali. Filmul încearcă să pretindă că Federal Income Tax (Impozitul Federal pe Venit) este ilegal.
Această secțiune susține, de asemenea, existența unui acord secret pentru ca Statele Unite, Canada și Mexicul să formeze North American Union (Uniunea Nord Americană). Despre crearea acestui Uniuni Nord Americane în film se pretinde că ar fi un pas spre crearea unui Guvern Mondial. Filmul speculează că în timpul unui astfel de un guvern fiecare om ar putea fi implantat cu un cip RFID pentru a monitoriza persoanele fizice și a suprima disidența.

## Versiunea din 2010
O versiune actualizată a filmului Zeitgeist, realizată în 2010, elimină secțiunea despre Uniunea Nord Americană, printre alte schimbări .

## Critica filmului

### Reacții negative
În revista Tablet, jurnalistul Michelle Goldberg a criticat filmul ca fiind „cufundat într-o teorie a conspirației extremistă de dreapta, izolaționistă și, pe ascuns, antisemită”, catalogând mișcarea Zeitgeist ca fiind „prima sectă din lume bazată pe Internet, cu membrii care repetă veseli și mecanic ca papagalii linia trasată de partid.” Zeitgeist a declarat că acuzațiile au fost „eronate, peiorative, derogatorii și că sunt destinate să reducă la tăcere mesajul mișcării”, și asta pentru că mișcarea nu dă vina bancherii pe internaționali, lideri corporațiilor sau pe politicieni ca indivizi, ci mai degrabă pe sistemul global socio-economic care sprijină valorile lor.

### Teoria conspirației și propaganda
Un articol din The Irish Times intitulat „Zeitgeist: Prostii” scria că „acestea sunt perversiuni suprarealiste ale problemelor reale și dezbateri, iar ei pătează toate criticile credinței, ale administrației Bush și ale globalizării, fiind suficient de multe nedreptăți în această lume fără a mai fi nevoie să inventăm unele fictive.” Alte comentarii au caracterizat filmul ca fiind „conspirație de rahat”, „bazată exclusiv pe dovezi anecdotice” și „ficțiune formulată doar pe câteva fapte” sau referință denigratoare făcută ca parte a mișcării Adevărul despre 11 septembrie.

## Continuări
- Zeitgeist: Addendum
- Zeitgeist: Moving Forward